# Museo de Ciencias de Caracas

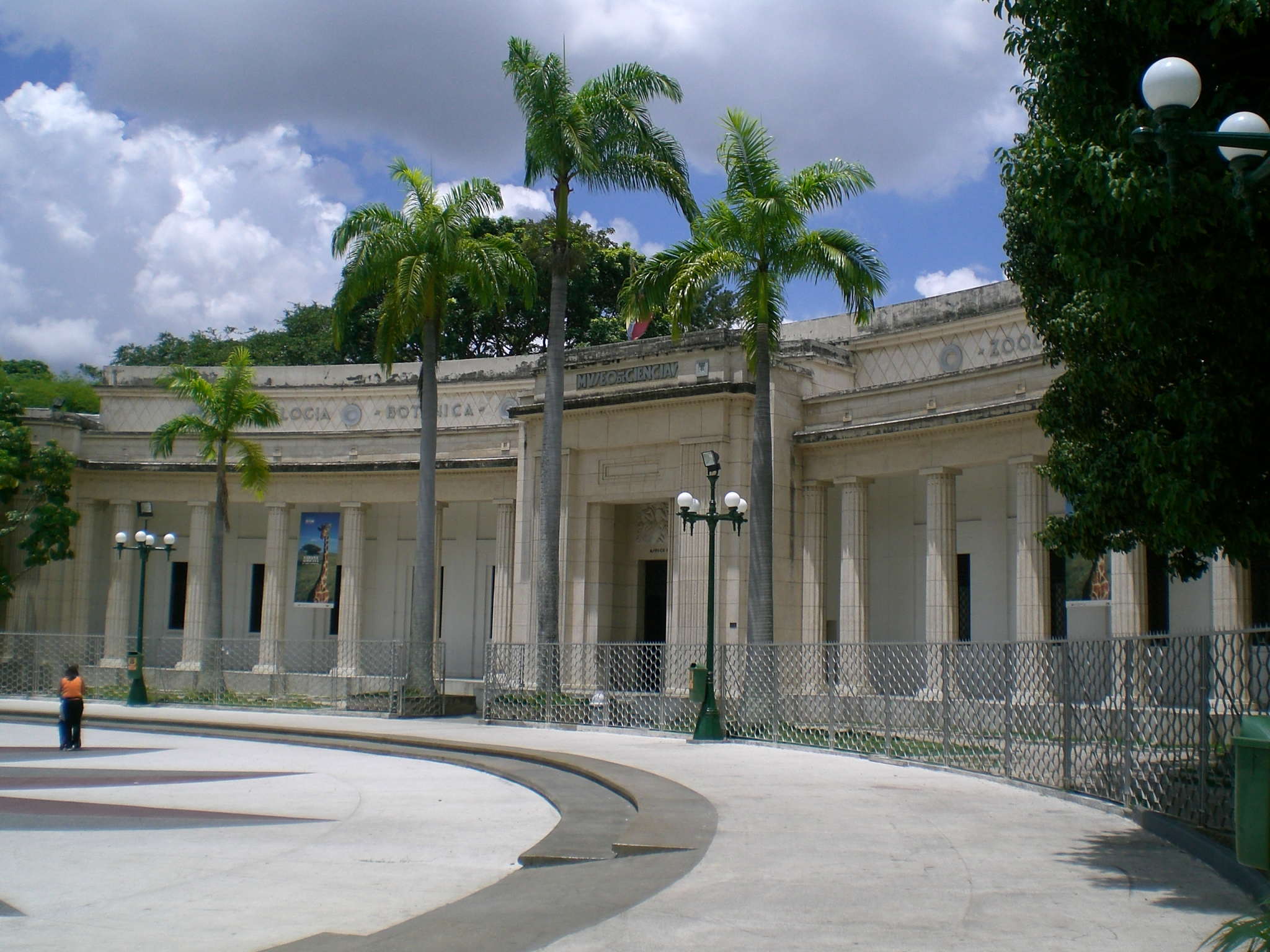
Museo de Ciencias

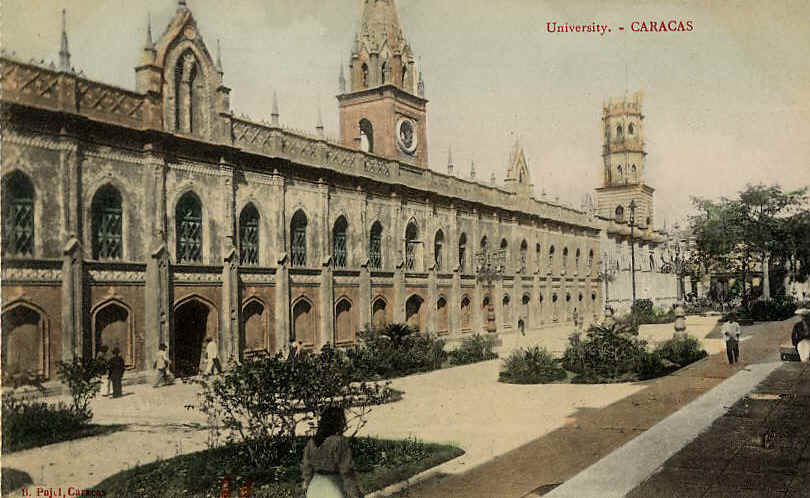
Voormalig Museo Nacional (foto 1911)

Het Museo de Ciencias de Caracas is een museum voor wetenschap in het Parque Los Caobos van de Venezolaanse hoofdstad Caracas.

## Geschiedenis
Het nationale museum werd opgericht door de Sociedad de Ciencias Físicas y Naturales de Caracas in 1867 en werd geopend in 1875. Het museum werd gevestigd in een neogotisch gebouw van de Universidad Central de Venezuela (UCV), dat destijds werd ontworpen door de architect Juan Hurtado Manrique. Op deze locatie bevond zich het voormalige klooster San Francisco, waarvan de façade werd gerenoveerd. Thans dient het gebouw als Palacio de las Academias.
Het museum omvatte ook het Historisch Museum, dat vanaf 1911 verderging als het Museo Bolivariano. In 1917 werd het Museo de Arqueología e Historia Natural opgericht. De plannen voor de nieuwbouw van een Museo de Ciencias Naturales en een Museo de Bellas Artes dateren van 1930.
De Venezolaanse architect Carlos Raúl Villanueva ontwierp de nieuwbouw en het Museo de Ciencias Naturales werd in 1940 voor het publiek geopend.
De Fundación Museo de Ciencias beheert sinds 1990 het museum en de uit 150.000 museumstukken bestaande collectie. Thans maakt het museum deel uit van de Fundación Museos Nacionales (FMN), waartoe onder andere behoren: het Museo de Bellas Artes de Caracas, de Galería de Arte Nacional de Caracas en het Museo de Arte Contemporáneo de Caracas.